# Prêmio Gandhi da Paz
O Prêmio Gandhi da Paz (em inglês:  International Gandhi Peace Prize), homenagem ao Mahatma Gandhi, é concedido anualmente pelo governo indiano.
Como tributo aos ideais defendidos por Gandhi, o governo indiano instituiu o Prêmio Gandhi da Paz em 1995, por ocasião das celebrações do 125º aniversário do nascimento do Mahatma Gandhi. Este é um prêmio anual concedido a indivíduos e instituições por suas contribuições a transformações sociais, econômicas e políticas mediante a não-violência e outros métodos gandhianos. O prêmio consiste em um valor monetário de Rs 10 milhões, convertível em qualquer outra unidade monetária, uma placa e uma citação. É disponibilizado a qualquer pessoa, independente de nacionalidade, raça, credo ou sexo.
Um júri composto pelo primeiro-ministro da Índia, pelo líder da oposição, pelo presidente do Supremo Tribunal da Índia e duas outras pessoas eminentes decide qual o laureado do ano.
De forma ordinária, somente propostas emanadas de pessoas competentes convidadas para a nomeação são consideradas. Contudo, as propostas não são invalidadas somente por decisão do juri, caso não provenientes das tais pessoas competentes. Se, contudo, for considerado que nenhuma das propostas é meritória, o juri é livre para deliberar sobre a não concessão do prêmio para o ano em questão. Somente realizações ocorridas nos dez anos anteriores a premiação anual em questão são consideradas; um trabalho anterior pode ser considerado, caso sua significância não tenha sido aparente no curto prazo. Uma obra escrita, para que seja elegível, necessita obrigatoriamente ter sido publicada.

## Laureados
| Ano  | Nome                                            | Descrição |
| ---- | ----------------------------------------------- | --- |
| 1995 | Julius Nyerere                                  | Primeiro presidente da Tanzânia                                                                                          |
| 1996 | A. T. Ariyaratne                                | Fundador do Movimento Sarvodaya Shramadana                                                                               |
| 1997 | Gerhard Fischer                                 | Diplomata alemão, reconhecido por seu trabalho pela erradicação da lepra a poliomielite                                  |
| 1998 | Missão Ramakrishna                              | Fundada por Swami Vivekananda, pela promoção do bem-estar social, tolerância e não-violência entre grupos desfavorecidos |
| 1999 | Baba Amte                                       | Assistente social |
| 2000 | Nelson Mandela                                  | Ex-presidente da África do Sul                                                                                           |
| 2000 | Grameen Bank                                    | Fundado por Muhammad Yunus                                                                                               |
| 2001 | John Hume                                       | Político norte-irlandês                                                                                                  |
| 2002 | Bharatiya Vidya Bhavan                          | Organização educacional que enfatiza a cultura indiana                                                                   |
| 2003 | Václav Havel                                    | Último presidente da Tchecoslováquia e o primeiro presidente da República Tcheca                                         |
| 2004 | Coretta King                                    | Viúva de Martin Luther King                                                                                              |
| 2005 | Desmond Tutu                                    | Clérigo e ativista sul-africano                                                                                          |
| 2013 | Chandi Prasad Bhatt                             | Ambientalista e ativista indiano                                                                                         |
| 2014 | Organização Indiana de Pesquisa Espacial        | Organização indiana de pesquisa espacial                                                                                 |
| 2015 | Vivekananda Kendra                              | |
| 2016 | Akshaya Patra Foundation e Sulabh International | |
| 2017 | Ekal Abhiyan Trust                              | |
| 2018 | Yōhei Sasakawa                                  | |